# 三輪貞治
三輪 貞治（みわ さだはる、1913年（大正2年）9月25日 - 1988年（昭和63年）1月31日）は、昭和期の農民運動家、政治家。参議院議員（1期）。

## 経歴
宮崎県児湯郡都農村（現都農町）出身。宮崎県立高鍋農学校（現宮崎県立高鍋農業高等学校）、宮崎青年師範学校を卒業した。大東亜省嘱託、満洲国興農部勤務、満洲拓殖公社勤務、開拓団団長などを務めた。
戦後、宮崎県農民連盟書記長、同委員長、宮崎県農地委員、宮崎県議会議員などを歴任。
1950年（昭和25年）6月の第2回参議院議員通常選挙で宮崎県地方区に日本社会党公認で出馬して当選し、参議院議員に1期在任した。この間、社会党宮崎県連会長、同党中央執行委員、同会計部長、参議院商工委員長などを務めた。その後、1956年（昭和31年）7月の第4回通常選挙に立候補したが次点で落選。さらに第28回衆議院議員総選挙、第30回総選挙（民主社会党公認）に宮崎県第1区から立候補したがいずれも落選した。
1983年（昭和58年）秋の叙勲で勲三等旭日中綬章受章。
1988年（昭和63年）1月31日死去、74歳。死没日をもって正五位に叙される。